# 삼림공원 남문역

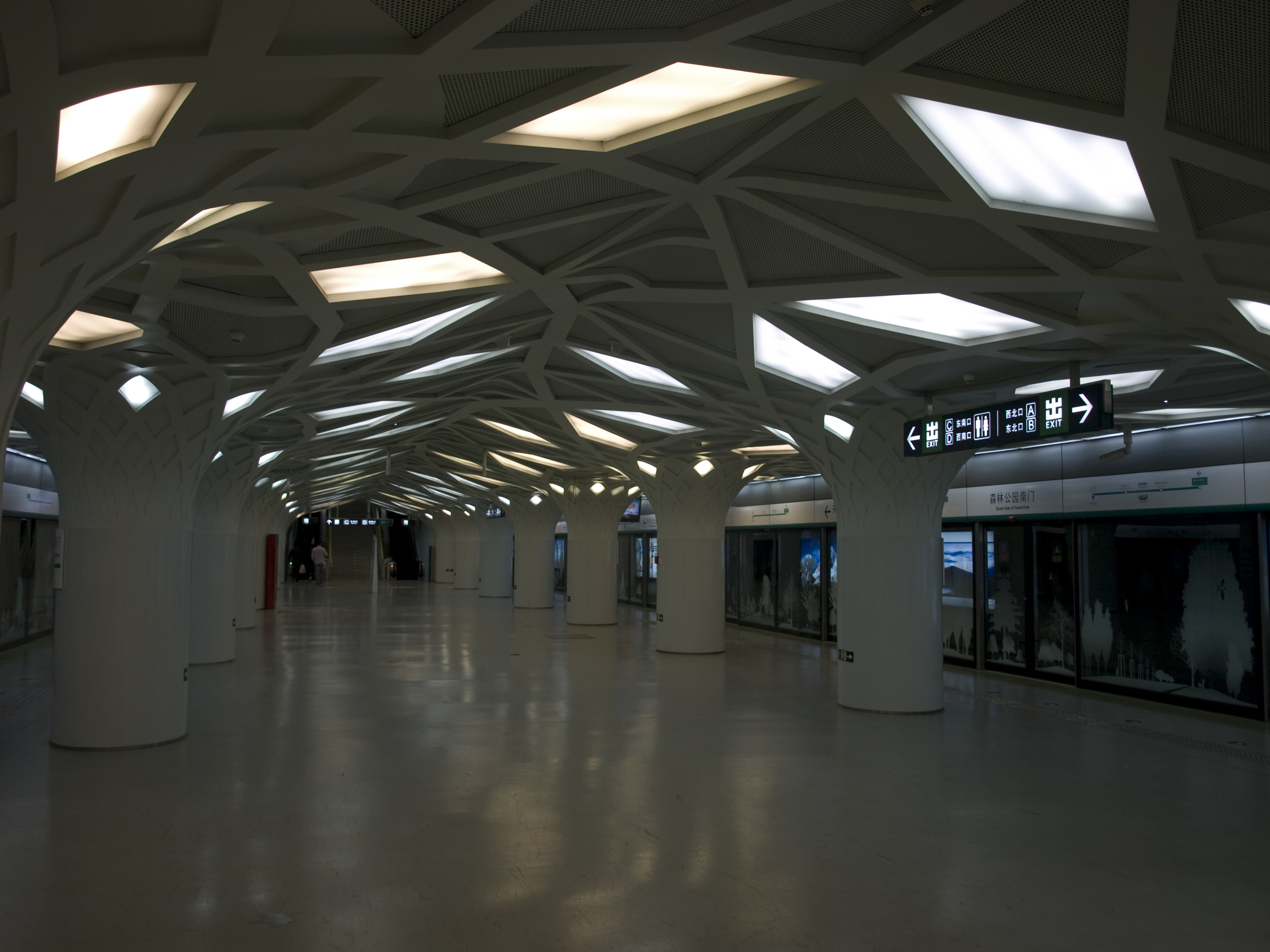
베이징 삼림공원 남문역

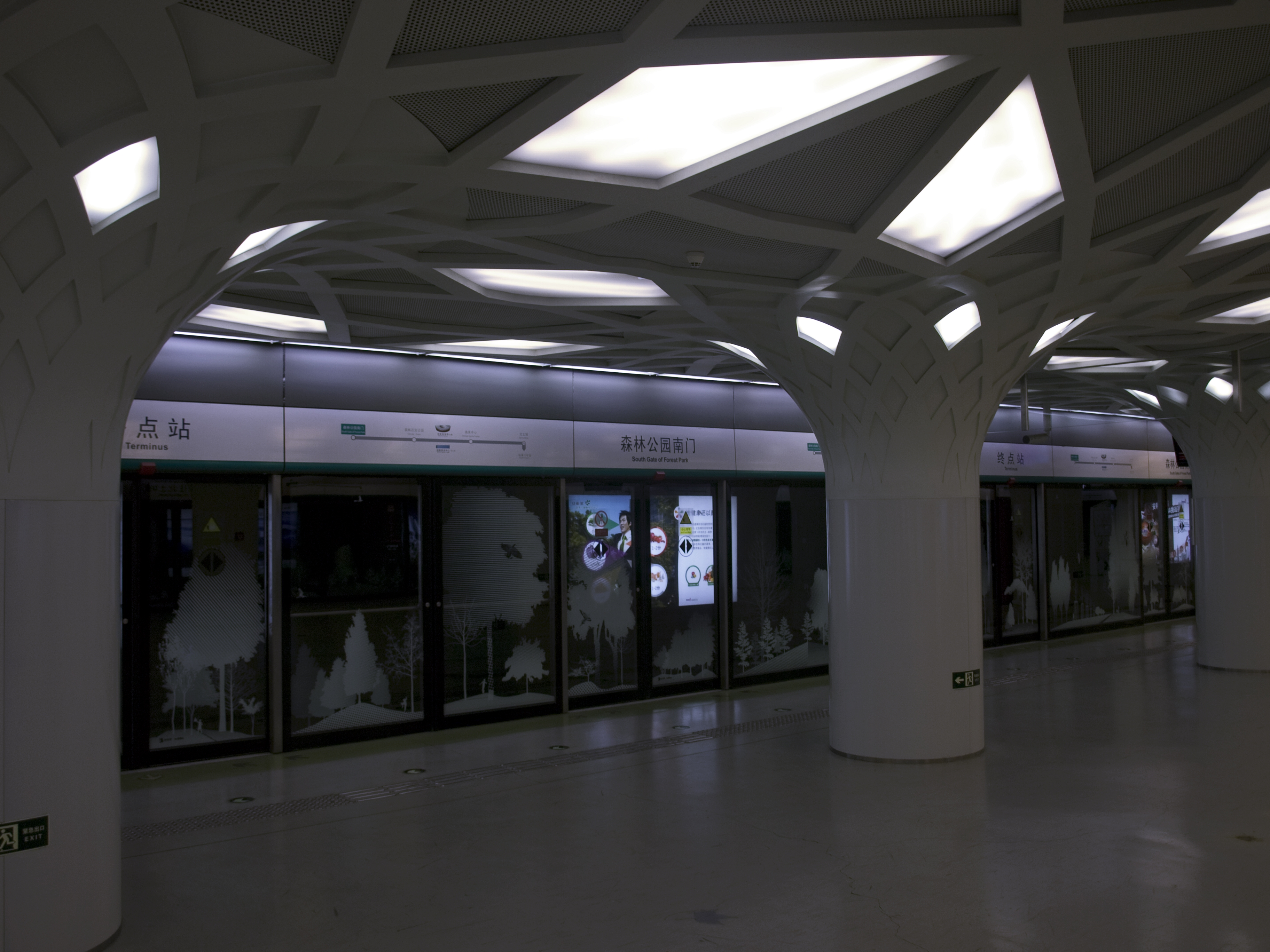
베이징 삼림공원 남문역

삼림공원 남문역(중국어 간체자: 森林公园南门站, 병음: Sēnlín Gōngyuán Nánmén zhàn 썬린궁위안난먼[*])은 중화인민공화국 베이징시에 있는 8호선의 지하철 역이다. 커후이루(중국어 간체자: 科荟路) 남북으로 위치하고 있다. 처음 개통됐을 때에는 시종착역이었다.

## 역세권 정보
- 베이징 올림픽 공원 필드 하키장
- 베이징 올림픽 공원 양궁장
- 베이징 올림픽 공원 테니스장

## 역사
- 2008년 7월 19일 10호선 개통

## 전후역
■ 8호선
- 올림픽공원역(중국어 간체자: 奥林匹克公园站)(806) - 삼림공원 남문역(중국어 간체자: 森林公园南门站)(807)